# Acronia
Il termine acronia in semiotica indica un evento privo di tempo, non collocabile nel tempo e senza connessione temporale con altri eventi.
Il vocabolo è utilizzato in semiotica generale, in semiotica letteraria, in modalità (semiotica), in semiotica del testo, in sociologia, in linguaggio e in narratologia.

## Definizione
A proposito dell'acronia, è interessante seguire la controversia del rapporto di integrazione tra Marxismo e semiotica, portato avanti nel tempo da diversi studiosi. Valentin Nikolaevič Vološinov e Michail Bachtin, che sviluppano teorie influenti nel campo della teoria letteraria e della teoria marxista dell'ideologia. L'opera scritta in collaborazione è: “Marxismo e filosofia del linguaggio” (1928). 
Tra gli anni 60 e 70 del secolo scorso, due altri studiosi contribuiscono al rapporto di integrazione: Ferruccio Rossi-Landi con “Semiotica e ideologia” (1972) ed  Augusto Ponzio con il saggio "Marxismo, scienza e problema dell'uomo" (1977). Arricchiscono il dibattito le teorie dei filosofi: Baudrillard (rispetto al segno e al consumo) la decostruzione di Derrida (rispetto all'utilità) e le spaziature sociali di Bauman (rispetto al consumo e le città. 
Citando Trifonas: il marxismo può analizzare i fenomeni culturali, al di là dell'acronia della semiotica e del riduzionismo del materialismo. 
La semiotica non riguarda solo e sempre lo studio della cultura, così come il marxismo non coinvolge esclusivamente lo studio della storia.

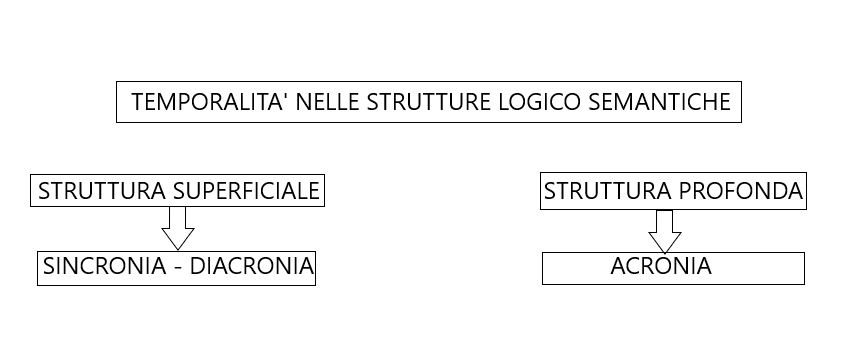
Temporalità nelle strutture semantiche

Il termine acronia, secondo Greimas, si oppone ai due concetti di Sincronia e di Diacronia che designano per Ferdinand de Saussure due dimensioni, quasi autonome, nelle ricerche in linguistica. L’acronia, prosegue Greimas, serve ad affermare il carattere atemporale delle strutture logico-semantiche e contemporaneamente la non-inerenza con la dicotomia saussuriana. Tutto è temporale in semiotica, tranne nelle strutture più profonde, per esempio i valori fondamentali come la vita, la morte, il bene ed il male. Valori senza tempo, presenti sia nel passato che nel presente che sfuggono alla sfera temporale. Come sosteneva Genette un'organizzazione temporale in cui passato e presente non sono più distinguibili, e si perdono in una struttura temporale circolare. 
Conclude Greimas, la metafora “spontanea” e individuale può essere prodotta nell’arco di un secondo, mentre la stessa metafora, inscritta “in lingua” impiega molti secoli ad imporsi. D’altra parte, il calcolo logico si svolge nel tempo, ma quest’ultimo, non gioca alcun ruolo nelle operazioni di sostituzione che vi sono effettuate. Si può considerare, di conseguenza, dal punto di vista della teoria semiotica, che le strutture semiotiche profonde sono acroniche, mentre le strutture discorsive, più superficiali, richiedono la temporalizzazione.

## Un esempio letterario
Nel romanzo di Robert Louis Stevenson: L'isola del tesoro, gli eventi sono organizzati in una sequenza temporale. La storia appare scritta dall'eroe del romanzo, Jim Hawkins, oramai vecchio che racconta di se stesso da ragazzo. Le strutture di livello profondo del racconto, coinvolgono l'ordine sociale, morale, il disordine, l'essere e il non essere. Questi aspetti sono acronici, le loro relazioni logiche e dinamiche non sono soggette al tempo.

## Un esempio pittorico
Nella pittura metafisica di Giorgio de Chirico si trovano molte tele acroniche, tra le più celebri spicca il dipinto Le muse inquietanti del 1917-1919. L'opera ritrae una scena immobile senza tempo (come un sogno), una piazza silenziosa e misteriosa, un palcoscenico teatrale senza emozioni e sullo sfondo è rappresentato il Castello Estense di Ferrara. La piazza è inanimata, occupata soltanto da una statua nello sfondo e da due manichini in primo piano, senza occhi e senza età (la cecità potrebbe essere un riferimento all'eternità dei poeti classici greci, rappresentati da Omero).